# Dicliptera peduncularis
Dicliptera peduncularis är en akantusväxtart som beskrevs av Christian Gottfried Daniel Nees von Esenbeck. Dicliptera peduncularis ingår i släktet Dicliptera och familjen akantusväxter. Inga underarter finns listade i Catalogue of Life.